# Condado de Torrejón
El condado de Torrejón es un título nobiliario español creado el 3 de enero de 1602 por el rey Felipe III con la denominación de «conde de Torrejón el Rubio» a favor de Francisco de Carvajal y Manrique de Luna, señor de Torrejón el Rubio. El rey Carlos III concedió a este título la Grandeza de España el 1 de abril de 1764 a favor de Antonio María Pantoja Portocarrero y Bellvís de Moncada, VIII conde de Torrejón, V marqués de Valencina.
Su denominación hace referencia al municipio español de Torrejón el Rubio, en la provincia de Cáceres, Comunidad Autónoma de Extremadura.

## Condes de Torrejón
|                       | Titular                                                 | Periodo               |
| Creado por Felipe III | Creado por Felipe III                                   | Creado por Felipe III |
| --------------------- | ------------------------------------------------------- | --------------------- |
| I                     | Francisco de Carvajal y Manrique de Luna                | 1602-1605             |
| II                    | Gonzalo de Carvajal                                     | 1605-1632             |
| III                   | Álvaro José Pizarro y de Carbajal                       | 1632-1672             |
| IV                    | Beatriz Pizarro Carvajal y Manrique                     | 1672-1675             |
| V                     | Antonia Pizarro de Carvajal y Manrique                  | 1675-1679             |
| VI                    | Álvaro Pantoja Portocarrero de Carvajal y Zúñiga        | 1679/1705             |
| VII                   | Félix Francisco Pantoja y Carvajal                      | 1696/1705-1747        |
| VIII                  | Antonio María Pantoja Portocarrero y Bellvís de Moncada | 1747-1778             |
| IX                    | María Blasa Pantoja y Bellvís de Moncada                | 1778-1793             |
| X                     | Teresa Rita de Godoy y Pizarro                          | 1793-1808             |
| XI                    | Joaquín de la Cruz de Samaniego y Pizarro               | 1808-1857             |
| XII                   | Adolfo de Samaniego y Lassús                            | 1857-1883             |
| XIII                  | Teresa de Samaniego y Lassús                            | 1883-1902             |
| XIV                   | Adolfo de Valenzuela y Samaniego                        | 1902-1927             |
| XV                    | María de la Concepción de Valenzuela y Samaniego        | 1928-1946             |
| XVI                   | María de los Ángeles de Fontagud y Valenzuela           | 1946-1963             |
| XVII                  | Irene Vázquez de Parga y Rojí                           | 1967-2001             |
| XVIII                 | Manuel Vázquez de Parga y Rojí                          | 2001-2005             |
| XIX                   | Manuel Vázquez de Parga y Andrade                       | 2005-actual titular   |

## Historia de los condes de Torrejón

Escudo de Torrejón el Rubio, municipio que dio nombre a este condado.

- Francisco de Carvajal y Manrique de Luna (m. 13 de septiembre de 1605),, I conde de Torrejón y VI señor de Torrejón, caballero de la Orden de Calatrava y comendador de Puertollano y de Almodóvar del Campo, corregidor de Granada y de Toledo. Era hijo de Garci López de Carvajal, V señor de Torrejón y caballero de la Orden de Santiago, y de Catalina Manrique, hija de Pedro Pedro Fernández Manrique y Vivero, II conde de Osorno,[2] y de su primera esposa, Teresa Álvarez de Toledo, hija del I duque de Alba.

Contrajo matrimonio con Francisca de Mendoza (m. Toledo, 26 de abril de 1598), hija de Juan Hurtado de Mendoza, III conde de Monteagudo, y de Luisa Fajardo. Tuvieron un hijo, Garci López de Carvajal, que no llegó a ostentar el título por haber fallecido antes que su padre.  Había casado con su prima hermana, Catalina de Carvajal. Le sucedió su nieto:
- Gonzalo de Carvajal (m. 1632), II conde de Torrejón.[4]

Se casó con Marina de Rojas y Guevara, hija de Francisco de Rojas y Guevara, I conde de Mora en 1613, y de su segunda esposa, Francisca Portocarrero, hija de los I condes de Villaverde. Le sucedió su primo hermano:
- Álvaro José Pizarro de Carvajal y Manrique (baut. iglesia de Santa María de Trujillo, 3 de mayo de 1620-Trujillo, 17 de mayo de 1672), III conde de Torrejón. Él y las hermanas que le sucedieron en el condado eran hijos de Diego Pizarro de Carvajal y de Francisca de Orellana Hinojosa.[5] Soltero, sin descendencia.[6] Le sucedió su hermana:

- Beatriz Pizarro de Carvajal y Manrique (baut. 15 de enero de 1618-Sevilla, 14 de enero de 1676)f. en 1675), IV condesa de Torrejón desde 1672.  Contrajo matrimonio el 22 de enero de 1675 con su primo, Félix de los Reyes Nieto de Silva Saá y Coloma, viudo de Jerónima de Cisneros y Moctezuma.[7]  Le sucedió su hermana:

- Antonia Pizarro de Carvajal y Manrique (baut. Trujillo, 6 de febrero de 1619-Torrejón, 5 de octubre de 1679), V condesa de Torrejón.[8]

Se casó en Toledo en 1654 con Pedro Antonio Pantoja y Portocarrero. Le sucedió su hijo:
- Álvaro Pantoja y Portocarrero, también llamado Álvaro Pantoja Pizarro, (Mocejón, 23 de marzo de 1656-Sevilla, 3 de junio de 1705), VI conde de Torrejón y III marqués de Valencina.[10]  Sus abuelos paternos fueron Martín Pantoja Portocarrero y María de Sandoval Ortiz de Zúñiga, hermana del primer marqués de Valencina.

Se casó en Toledo el 13 de octubre de 1677 con su sobrina Melchora María de Mendoza y Caamaño (m. 30 de abril de 1716), hija de Mauro de Mendoza Sotomayor y Caamaño, I marqués de Villagarcía en 1654 y I vizconde de Barrantes, y de Antonia de Caamaño y Mendoza, V señora de la Casa de Rubianes.  Le sucedió su hijo:
- Félix Francisco Pantoja de Carvajal (Toledo, 8 de mayo de 1679-Ocaña, 11 de agosto de 1747), VII conde de Torrejón y IV marqués de Valencina, alférez mayor perpetuo de la Imperial Ciudad de Toledo y su Reino, como poseedor del mayorazgo de Silva.[13]

Contrajo matrimonio en Madrid el 24 de febrero de 1707 con María Josefa Bellvís Moncada y Exarch (m. 21 de diciembre de 1758),  hija de Francisco Belvís de Moncada y Escrivá y Zapata, I marqués de Bélgida, y de Francisca María Belvís Exarch Torres de Portugal, VI marquesa de Villamayor de las Ibernias, IV marquesa de Benavites, VIII condesa de Villardompardo y IV condesa de Villamonte. Le sucedió su hijo:
- Antonio María Pantoja y Bellvís de Moncada (Sevilla, 14 de febrero de 1719. 7 de febrero de 1778), VIII conde de Torrejón (1741), creado grande de España en 1764,[16]  y V marqués de Valencina (1747), VIII conde de Villaverde, alférez mayor de Toledo, Gentilhombre de Cámara de S.M. el rey con ejercicio.[17]  Fue académico de la Real Academia de Bellas Artes de San Fernando.[14]

Se casó en dos ocasiones: la primera el 12 de junio de 1741 con María Francisca Abarca de Bolea (m. 20 de enero de 1770), hermana del conde de Aranda,  y en segundas nupcias el 10 de diciembre de 1770 con María Manuela Fernández de Córdoba Mendoza y Pimentel, V condesa de Torralba. Tuvo cuatro hijos de ambos matrimonios que murieron siendo niños. Le sucedió su hermana.
- María Blasa Pantoja y Bellvís de Moncada (Sevilla, 6 de febrero de 1714-15 de diciembre de 1793), IX condesa de Torrejón, Grande de España, VI  marquesa de Valencina y IX condesa de Villaverde.[19]

Se casó el 13 de junio de 1736 con su primo segundo Rodrigo Antonio de Caamaño Mendoza y Barrionuevo, V marqués de Monroy y VI de Cusano. No hubo descendencia de este matrimonio. Le sucedió en el marquesado de Valencina su pariente Ignacio José Fernández de Santillán y Villacís y en el título condal en 1793 una descendiente de María de Carvajal y Manrique de Luna, hermana del primer marqués de Valencina:
- Teresa Rita de Godoy y Carvajal Pizarro (La Coronada, 4 de marzo de 1772-30 de marzo de 1808), X condesa de Torrejón, grande de España, dama de la reina madre y dama de la Orden de María Luisa, hija de Francisco Antonio de Godoy y Pizarro y de su esposa Antonia Fernández de Villareal y Calderón de la Barca.[21]

Se casó el 26 de febrero de 1790 con Joaquín Félix de Samaniego y Urbina (1769-1844)], IX marqués de Villabenázar, IV marqués de Valverde de la Sierra, V marqués de Monte Real, VII marqués de Caracena del Valle, VII marqués de Tejada de San Llorente, II conde de Casa Trejo, VIII vizconde de la Armería. Le sucedió su hijo:
- Joaquín de la Cruz de Samaniego y Pizarro (Madrid, 14 de septiembre de 1792-ibíd., 3 de octubre de 1857), XI conde de Torrejón, X marqués de Villabenázar, VIII marqués de Caracena del Valle, V marqués de Valverde de la Sierra, VI marqués de Monte Real, VIII marqués de Tejada de San Llorente, III conde de Casa Trejo, Coronel de Reales Guardias Españolas, Senador vitalicio del Reino, caballero gran cruz de la Orden de Carlos III y Gentilhombre de Cámara de S.M. con ejercicio y servidumbre.[23]

Contrajo matrimonio secreto en Madrid el 8 de mayo de 1839 con María Juana de Lassús y Vallés (baut. iglesia de San Antonio de Padua, Cádiz, el 27 de abril de 1805-Madrid, 3 de febrero de 1880), dama noble de María Luisa, hija de Juan Lassús y Perié, vicecónsul de Francia en Sevilla, natural de Nay en Aquitania, y de Juana de Dios Vallés e Iglesias, nacida en Cádiz. María Juana era dos veces viuda. Había casado en primeras nupcias con José Antonio Pérez, Oficial de Correos de Sevilla que murió en 1823 combatiendo a los franceses en la Batalla de Trocadero, y en segundas con Ildefonso de Valenzuela y Bernuy, III marqués del Puente de la Virgen. Le sucedió su hijo:
- Adolfo de Samaniego y Lassús, (baut. parroquial de San Sebastián el 6 de abril de 1838-20 de octubre de 1883), XII conde de Torrejón, grande de España, VI marqués de Valverde de la Sierra y VII de Monte Real y IV conde de Casa Trejo,  maestrante de Granada, Diputado a Cortes, Senador del Reino por derecho propio y Gentilhombre de Cámara de S.M. con ejercicio y servidumbre.[25]

Casó en su parroquia natal el 5 de abril de 1861 con María Vicenta Gutiérrez de la Concha y Fernández de Luco (Madrid, 8 de febrero de 1845-ibíd. 12 de marzo de 1917), dama de las Reinas Isabel II, Mercedes y María Cristina y de la Orden de María Luisa. Hija segunda del Capitán General José Gutiérrez de la Concha e Irigoyen, I marqués de La Habana, grande de España y I vizconde de Cuba, Ministro de la Guerra y de Estado, Presidente del Consejo de Ministros y del Senado. Le sucedió su hermana:
- Teresa Rita de Samaniego y Lassús (Madrid,  9 de diciembre de 1840-Madrid, 7 de mayo de 1902), XIII condesa de Torrejón, IX marquesa de Tejada de San Llorente desde 1858, en sucesión de su padre.[26]

Contrajo matrimonio en Madrid el 29 de septiembre de 1874 con Iván Bernaldo de Quirós y González de Cienfuegos (baut. San Isidoro el Real, Oviedo, 27 de julio de 1843- Madrid, 23 de mayo de 1855). Era hijo segundo de José María Bernaldo de Quirós y Llanes, VII marqués de Campo Sagrado, Diputado a Cortes, Senador del Reino y caballero gran cruz de la Orden de Carlos III, natural de su palacio de Riaño en Langreo, y de Josefa González de Cienfuegos y Navia Osorio, su mujer y prima segunda, de los condes de Marcel de Peñalba, natural de Vegadeo (Asturias). Sin descendientes de este matrimonio. Le sucedió su sobrino, hijo de su hermana Joaquina de Samaniego y Lassús, IX marquesa de Caracena del Valle (desde 1858, en sucesión de su padre) que había casado con Rafael de Valenzuela y González de Castejón, ya que esta había renunciado en 1902 en favor de su primogénito:
- Adolfo de Valenzuela y Samaniego (Madrid, 20 de febrero de 1869-ibíd., 27 de febrero de 1927), XIV conde de Torrejón, X marqués de Caracena del Valle y V marqués de Puente de la Virgen,caballero de la Orden de Calatrava, Senador del Reino,[29] Gentilhombre de Cámara de S.M. con ejercicio y servidumbre.[30]

Se casó en la parroquia de la Concepción el 24 de mayo de 1900 con María de las Merdedes Fernández de Lascoiti y Jiménez, dama de la Reina, hija de José Patricio Fernández de Lascoiti y Sancha, I barón de la Andaya y conde pontificio de Lascoiti, Senador del Reino, Gentilhombre de Cámara de S.M., y de María de los Dolores Jiménez y González-Núñez, naturales los tres de Madrid. Sin descendencia. Le sucedió su hermana:
- María de la Concepción de Valenzuela y Samaniego (Madrid, 6 de febrero de 1867-ibíd., 23 de enero de 1946), XV condesa de Torrejón, grande de España,  VII marquesa de Valverde de la Sierra, X marquesa de Caracena del Valle, VIII de Monte Real y VII de Puente de la Virgen.[32]

Casó en su parroquia natal el 12 de septiembre de 1890 con José María Fontagud y Aguilera (Madrid, 29 de abril de 1967-Biarritz, 19 de julio de 1939), hijo de José María Fontagud y Gargollo, Senador del Reino, caballero gran cruz de la Orden de Carlos III, caballero gran cruz de la Orden de Isabel la Católica, gentilhombre de Cámara de S.M., y de Matilde de Aguilera y Gamboa, su primera mujer, que era hija del conde de Villalobos, primogénito del marqués de Cerralbo. Le sucedió su hija:
- María de los Ángeles Fontagud y Valenzuela (1900-1963),XVI condesa de Torrejón, VIII marquesa de Valverde de la Sierra, XI marquesa de Caracena del Valle, IX de Monte Real y VIII de Puente de la Virgen. Nació el 24 de julio de 1900 en la calle de San Bernardo n.º 76 de Madrid, y fue bautizada el 11 de agosto en los Santos Justo y Pastor, y falleció soltera el 20 de enero de 1963 en su casa de la calle Covarrubias n.º 22 de Madrid.[33] Le sucedió su prima segunda:

- Irene Vázquez de Parga y Rojí (El Ferrol, 23 de febrero de 1927-22 de octubre de 2000), XVII condesa de Torrejón, grande de España, IX marquesa de Valverde de la Sierra, IX de Puente de la Virgen. Era hija de Manuel Vázquez de Parga y Valenzuela y de su esposa Irene Rojí y Rozas.[34]

Casó en la parroquial de la Concepción de Madrid el 14 de abril de 1950 con el Teniente General de Artillería Álvaro Lacalle Leloup (Haro, 29 de octubre de 1928-Madrid, 1 de septiembre de 2004), presidente de la Junta de Jefes de Estado Mayor, Capitán General de la VII Región Militar (Valladolid), Secretario General de Asuntos Económicos de la Defensa, Presidente del Patronato de la Catedral de la Almudena, gran cruz de la Orden del Mérito Militar, gran cruz de la Orden del Mérito Naval y Civil, Isabel la Católica, San Hermenegildo y caballero de la Orden de San Gregorio Magno, hijo de Domingo de Guzmán Lacalle y Matute, Presidente de Sala del Tribunal Supremo y Subsecretario del Ministerio de Justicia, natural de Nájera, y de Cándida Leloup y Goutier de Berbens, que lo era de Tolosa (Guipúzcoa). No tuvieron descendencia. Le sucedió su hermano:
- Manuel Vázquez de Parga y Rojí (17 de febrero de 1929-2005), XVIII conde de Torrejón,[36] X marqués de Valverde de la Sierra,[a] XIII de Caracena del Valle, X de Puente de la Virgen, X de Tejada de San Llorente y XIII de Villabenázar y V de Casa Trejo,[b] Capitán de Fragata de la Armada, Placa de San Hermenegildo.[c]

Casó en la parroquial de San Julián del Ferrol el 1 de julio de 1957 con Ana María Andrade y Rodríguez, nacida en Vegadeo (Asturias) el 14 de junio de 1934, hija de Eduardo Andrade y Sabio, natural de La Coruña, y de Ana Rodríguez Sixto, que lo era de Luarca. Le sucedió su hijo:
- Manuel Vázquez de Parga y Andrade (n. El Ferrol, 27 de junio de 1958), XIX conde de Torrejón, grande de España,[38] y  XI marqués de Monte Real.[39]

Se casó en Valencia el 18 de marzo de 1989 con Victoria Mestre y de Juan, nacida en Madrid el 21 de junio de 1956, hija de Carlos Mestre Rossi y de Victoria de Juan Fernández, naturales de Madrid. Con descendencia.